# Dorylus politus
Dorylus politus é uma espécie de formiga do gênero Dorylus.